# Sacy (Yonne)
Sacy – miejscowość i dawna gmina we Francji, w regionie Burgundia-Franche-Comté, w departamencie Yonne. W 2013 roku liczba ludności wynosiła 189 mieszkańców. 
1 stycznia 2016 roku połączono dwie wcześniejsze gminy: Sacy oraz Vermenton. Siedzibą gminy została miejscowość Vermenton, a nowa gmina przyjęła jej nazwę. 